# Samuel Taylor Coleridge

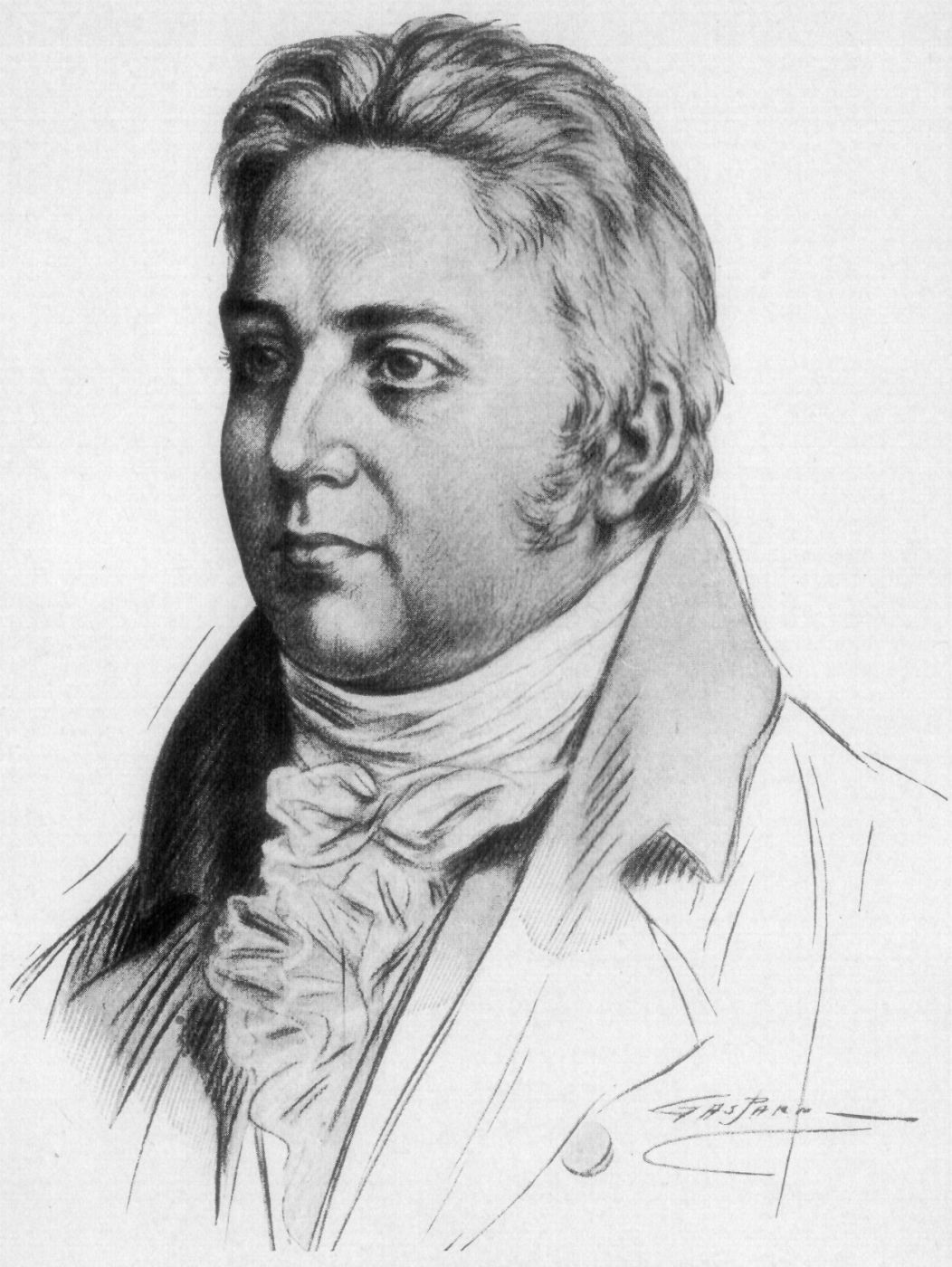
Samuel Taylor Coleridge

Samuel Taylor Coleridge (n. 21 octombrie 1772 - d. 25 iulie 1834) a fost un poet, critic literar și filozof englez, care a pus bazele, alături de prietenul său William Wordsworth, mișcării romantice în Anglia, fiind de asemenea unul dintre „Lake Poets” („Poeții lacului”). Este cunoscut în primul rând pentru poemele sale „The Rime of the Ancient Mariner” și „Kubla Khan”, precum și pentru opera sa majoră în proză „Biographia Literaria”.

## Primii ani și educația
Samuel Taylor Coleridge s-a născut pe 21 octombrie 1772 în orășelul Ottery St Mary, Devonshire. A fost cel mai mic dintre cei zece copii, iar tatăl său, reverendul John Coleridge, a fost un vicar foarte respectat. Tânărul Samuel era ridiculizat adesea de fratele său Frank, probabil datorită geloziei, deoarece Samuel era de multe ori favorizat și lăudat de către părinții săi. Pentru a scăpa de acest abuz, el s-a refugiat în biblioteca locală, unde a descoperit pasiunea sa pentru poezie.
Avea să scrie mai târziu în „Biographia Literaria”:
At six years old I remember to have read Belisarius, Robinson Crusoe, and Philip Quarll - and then I found the Arabian Nights' Entertainments - one tale of which (the tale of a man who was compelled to seek for a pure virgin) made so deep an impression on me (I had read it in the evening while my mother was mending stockings) that I was haunted by spectres whenever I was in the dark - and I distinctly remember the anxious and fearful eagerness with which I used to watch the window in which the books lay - and whenever the sun lay upon them, I would seize it, carry it by the wall, and bask, and read.
Îmi amintesc că la șase ani citisem „Belisarius”, „Robinson Crusoe”, și „Philip Quarll” - iar apoi am găsit „Distracțiile nopților arabe” - dintre care o poveste (cea a unui bărbat obligat să găsească o virgină pură) m-a impresionat atât de tare (am citit-o seara, în timp ce mama repara ciorapi), încât eram bântuit de fantome de fiecare dată când mă aflam în întuneric - și îmi amintesc clar nerăbdarea anxioasă și temătoare cu care obișnuiam să privesc fereastra în care zăceau cărțile - și de fiecare dată când se așeza soarele peste ele, eu dădeam năvală, și ducând cărțile lângă perete, stăteam la căldură și citeam.
După moartea tatălui său în 1781, în pofida dorințelor sale, Samuel a fost trimis la „Christ's Hospital”, un internat londonez. Școala era faimoasă pentru atmosfera ei neprimitoare și regimul ei strict. Era condusă de reverendul James Bowyer, directorul Școlii de Gramatică, care a generat gânduri de vină și depresie în mintea lui Samuel, aflată în plin proces de maturizare.
Pe parcursul vieții sale, Samuel Taylor Coleridge și-a idealizat tatăl ca fiind pios și inocent, în timp ce relația cu mama sa era mai problematică. În copilărie era mereu în centrul atenției, ceea ce probabil a contribuit la personalitatea dependentă pe care a manifestat-o ca adult. Rareori i s-a permis să se întoarcă acasă în timpul școlii, distanța față de familie în vremuri atât de tulburi dovedindu-se dăunătoare din punct de vedere emoțional. A scris despre singurătatea din timpul școlii în poezia „Frost at Midnight” („Îngheț la miezul nopții”): „With unclosed lids, already had I dreamt/Of my sweet birthplace” („Cu pleoape neînchise, deja visasem/Despre dulcele loc al nașterii mele”).
Din 1791 până în 1794 Coleridge a studiat în Jesus College, Cambridge. În 1792 a câștigat „Browne Gold Medal” pentru o odă despre comerțul cu sclavi. În noiembrie 1793 a părăsit colegiul și s-a înrolat în „Royal Dragoons”, poate din cauza unei datorii sau a unei fete care l-a respins. Frații săi i-au aranjat după câteva luni lăsarea la vatră (în mod ironic, datorită unei presupuse nebunii) și Samuel a fost readmis în Jesus College, dar nu va obține nici o diplomă de la Cambridge.

## Opera
- 1797: Christabel;
- 1798: Balade lirice ("Lyrical Ballads");
- 1798: Balada bătrânului marinar ("Rhyme of the Ancient Mariner");
- 1816: Hanul Kubla sau o viziune de vis ("Kubla Khan, or, A Vision in a Dream");
- 1817: Biografie literară sau însemnări biografice despre viața și opiniile mele literare ("Biographia literaria, or, Biographical Sketches of My Literary Life and Opinions");
- 1789: Distrugerea Bastiliei ("The Destruction of the Bastille");
- 1794: Răsturnarea lui Robespierre ("The Fall of Robespierre").